# 957 до н. е.

## Події
- Початок будівництва Храму Соломона.
- На корейський престол піднявся король Хинпхйон, замінивши Кйончхана.